# عيسى يونس
عيسى يونس عمر ناصر لاعب كرة قدم نيجيري من مواليد السعودية ، في خط الهجوم .
مثل سابقاً نادي أبها ونادي ضمك ونادي جدة ونادي الجيل .